# Штамп (техника)
Штамп — инструмент для получения идентичных изделий (деталей, заготовок, поковок) методом пластической деформации.

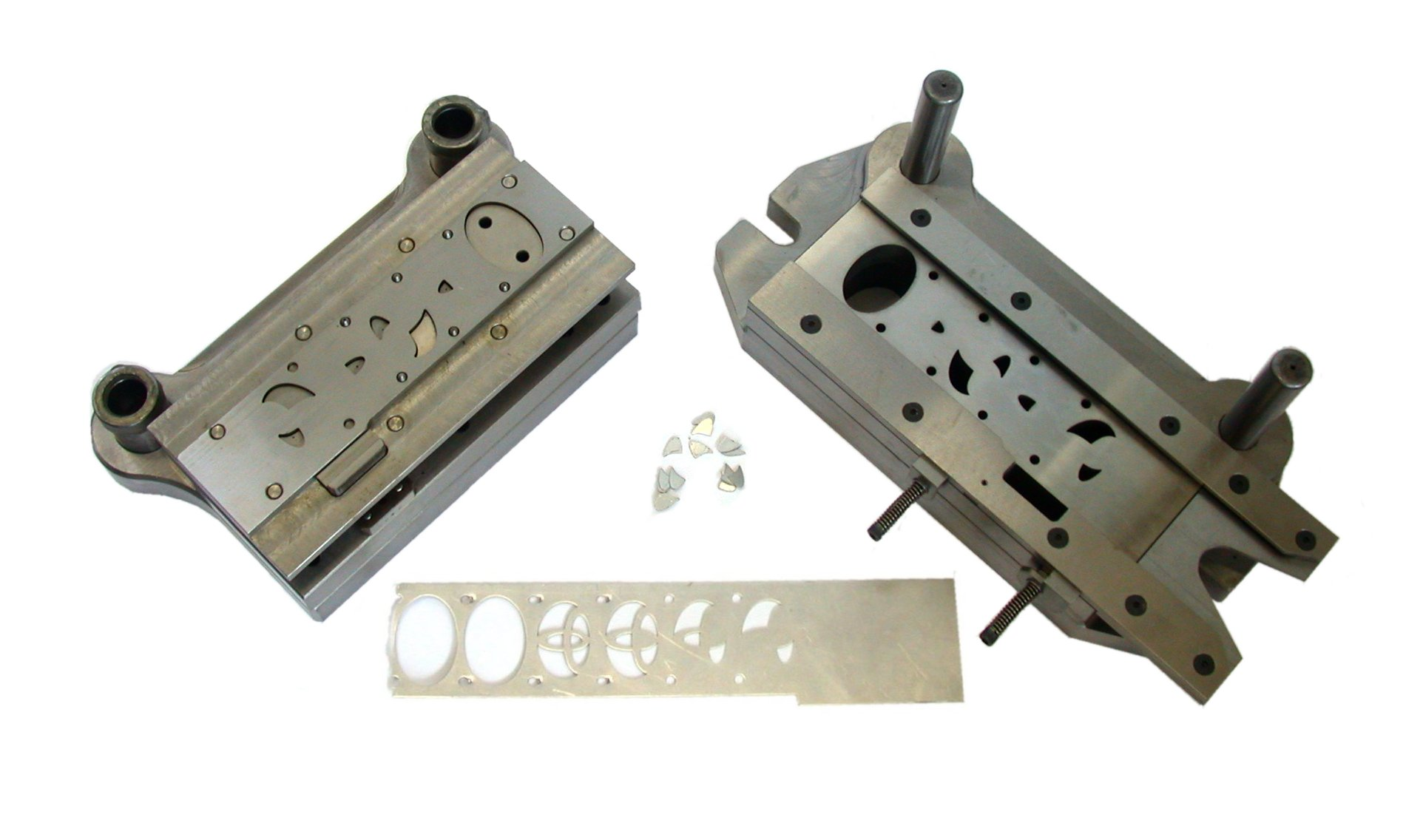
Штамп и продукция штамповки

## Принцип действия
Штампы пластически (то есть не упруго) деформируют материал заготовки, придавая ему форму рабочей части штампа. Штамп устанавливается на оборудование штамповки — прессы, молоты, — которое и приводит его в действие.

## Устройство
Обычно штамп состоит из двух половин — верхней и нижней. Верхняя приводится в движение рабочей частью оборудования (напр., ползуном или бабой молота). Однако устройство штампа сильно варьируется в зависимости от его предназначения. Условно их можно подразделить:
- По технологии:
  - Штампы для холодной штамповки
  - Штампы для горячей штамповки
- По оборудованию:
  - Молотовые
  - Для прессов
  - Прочие

### Молотовые штампы
Этот вид штампов отличается небольшим количеством деталей, так как формовка происходит в ручьях — участках поверхности части штампа, чья форма повторяет форму конечного продукта. Штамп состоит из двух массивных половин, прикрепленных к бабе и шаботу молота с помощью хвостовиков типа «ласточкин хвост». Две половины всегда полностью сходятся по Поверхности Раздела Штампа (ПРШ). На ПРШ может находиться несколько ручьев:
- Окончательный (чистовой). Имеет форму готовой поковки и расположен в центре давления штампа.
- Высадочный, протяжной и подкатной. Заготовительные ручьи, которые оптимизируют форму заготовки, приближая её форму к форме конечного продукта. Располагаются по углам штампа.
- Отрубной. Разделяет заготовку. Также расположен в одном из углов.
- Гибочный. Изгибает заготовку.
- Осадочный. «Сплющивает» заготовку, также приближая её форму к конечному продукту. Обычно — плоский и зовется «площадка для осадки»

### Штампы для прессов
Существует огромное количество разнообразных прессов, и далеко не все они нуждаются в штампах в качестве рабочего инструмента. Особенно распространены штампы в листовой штамповке. Именно они имеют наиболее характерное устройство:
- Две плиты, верхняя из которых с помощью цилиндрического хвостовика присоединяется к ползуну, нижняя же устанавливается на стол пресса.
- Рабочие детали — пуансон и матрица разнообразных конструкций.
- 2 — 4 направляющих в углах плит.

Впрочем, присутствуют и довольно необычные конструкции штампов. К примеру, штампы для КГШП состоят из верхнего и нижнего блоков, снабженных толкателями, в пазы которых вставляются ручьевые вставки, в которых, собственно, и находятся формующие элементы (1 операция на вставку).

### Вырубные штампы
Вырубные штампы можно условно разделить на:
- штампы чистовой вырубки,
- последовательные,
- гибочные,
- вытяжные,
- обрезные,
- пробивные,
- калибровочные.